# Elesma subglauca
Elesma subglauca är en fjärilsart som beskrevs av Walker 1865. Elesma subglauca ingår i släktet Elesma och familjen trågspinnare. Inga underarter finns listade i Catalogue of Life.

## Bildgalleri

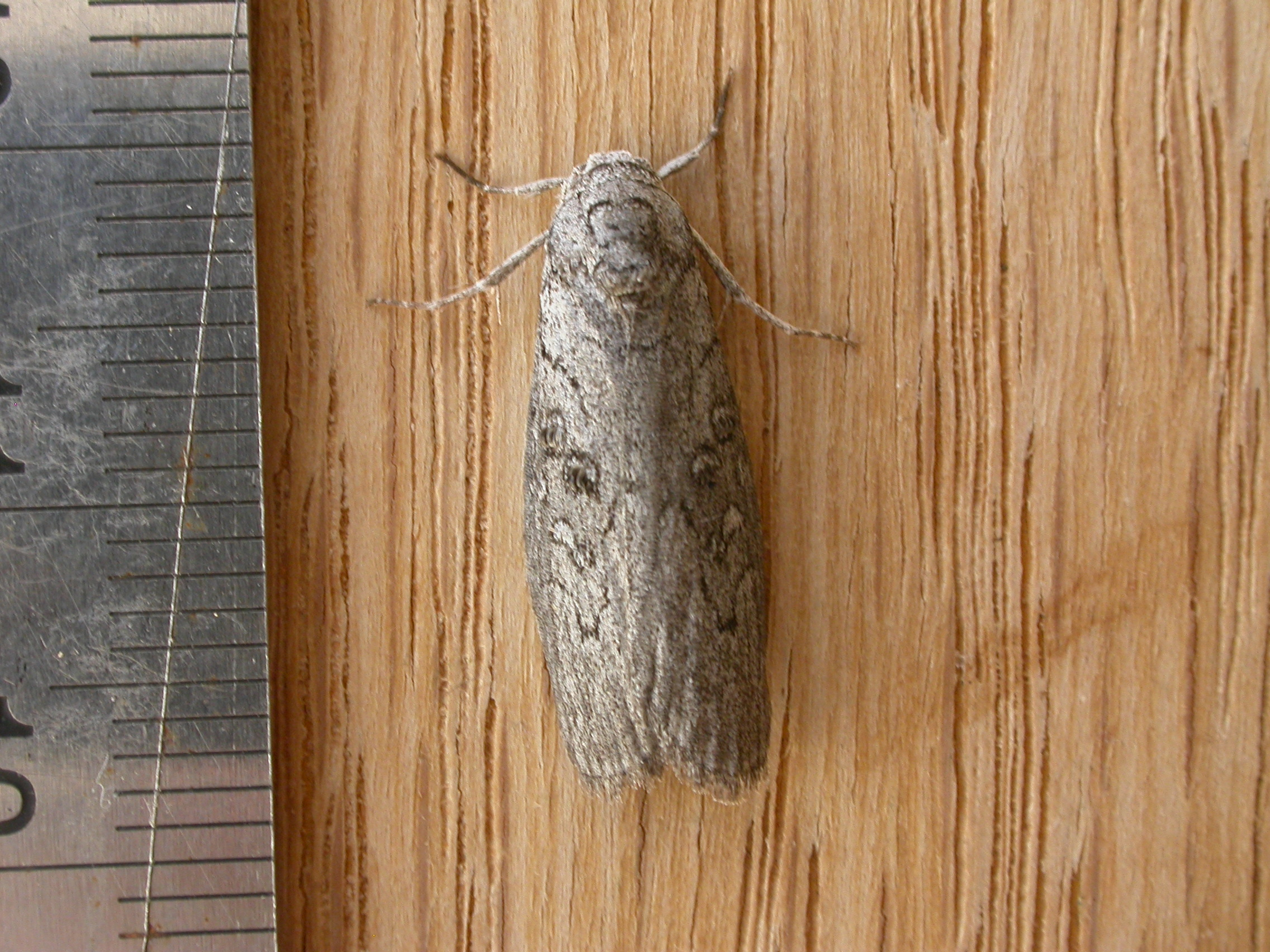
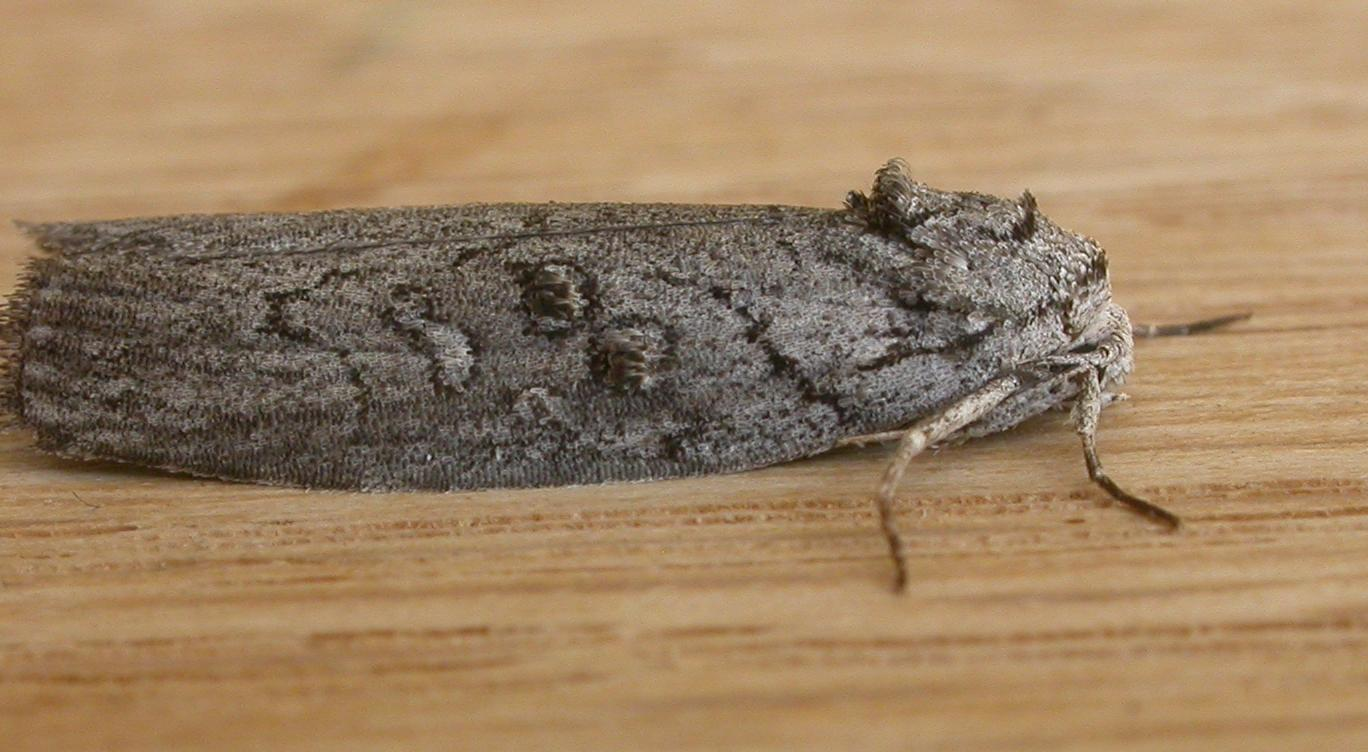
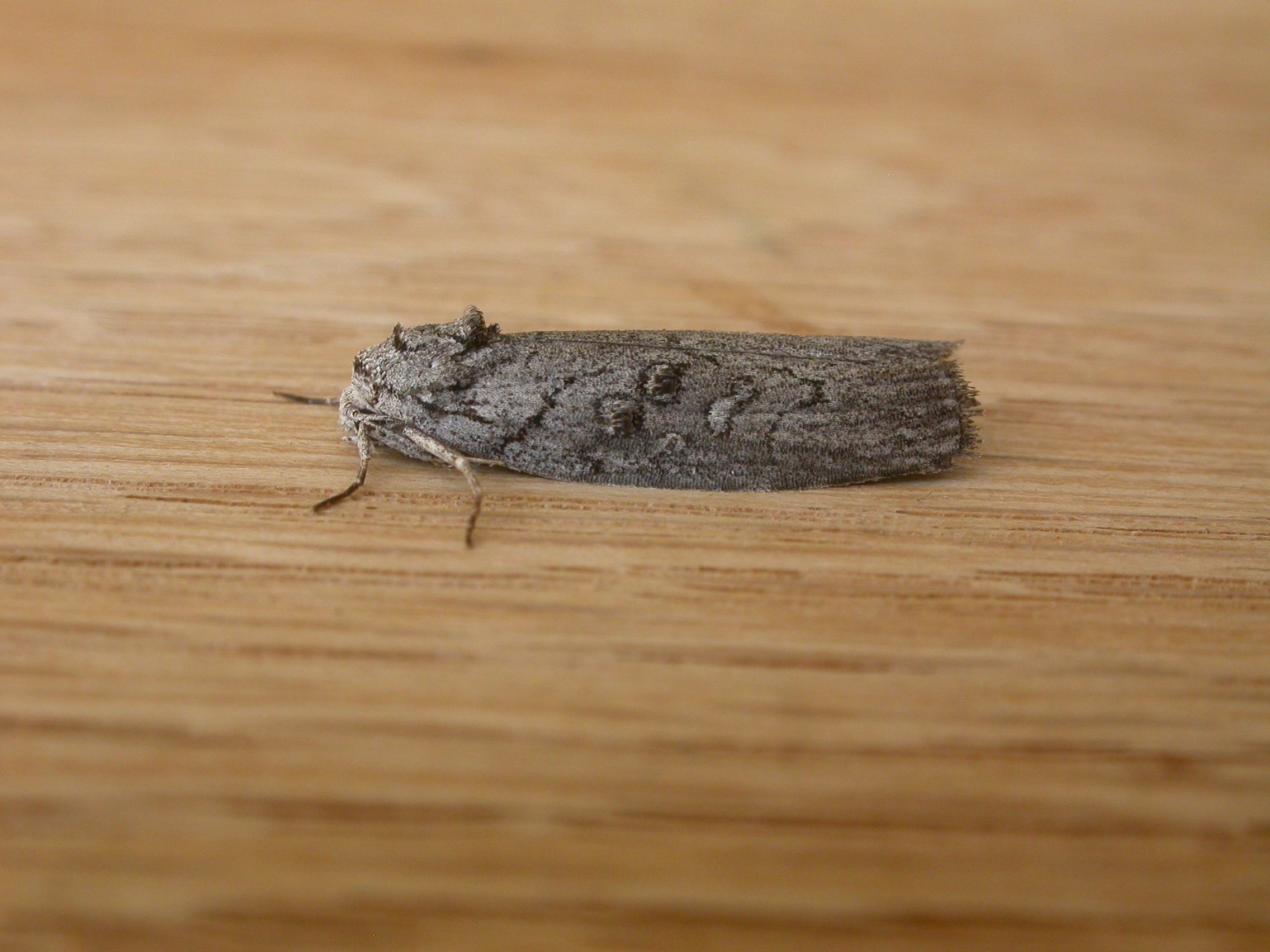